# Владимир Титов
Влади́мир Гео́ргиевич Тито́в (род. на 1 януари 1947 в гр. Сретенск, Читинска област) – руски космонавт.

## Биография
През 1970 г. завършва Черниговското военно-авиационно училище. Остава там като пилот-инструктор до 1974 г. След приемането си в отряда на космонавтите започва обучение за полети на совалката „Буран“. През януари 1979 г. е включен в програмата като космонавт-изследовател.

## Космически полети

### Първи полет
През септември 1981 г. е включен в резервния екипаж за първия полет към орбиталната станция Салют-7 с кораба „Союз Т-5“, заедно с Генадий Стрекалов. По-късно (през 1982) в екипажа е включена и Ирина Пронина, а през 1983 г. е заменена с Александър Серебров. Екипажът в този състав стартира през април 1983 г. на кораба Союз Т-8. Поради разхлабена антена за позициониране и ръчните опити за маневри е изразходено горивото на кораба и полетът е прекратен предсрочно след около два дни полет. През май същата година заедно със Стрекалов е дубльор на екипажа на Союз Т-9 и основен екипаж на кораба Союз Т-10. По-малко от минута преди старта на т.нар. полет Союз Т-10-1 избухва пожар в ракетата-носител и се задейства системата за аварийно спасяване и корабът се приземява на около 4 км от космодрума.
През септември 1986 г. е назначен за командир на втората експедиция на станцията „Мир“, но поради заболяване на Серебров излита вторият екипаж.

### Втори полет
През март 1987 г. е назначен за командир на третата експедиция на „Мир“. Заедно с Муса Манаров остават на „Мир“ като основен екипаж цяла година, което е рекорд по престой в космоса.

### Трети полет
През септември 1992 г. Сергей Крикальов е избран за полет на космическата совалка (мисия STS-60, а Титов е негов заместник. За член на основния екипаж е назначен в мисия STS-63 на совалката „Дискавъри“. Предвиденото скачване със станцията „Мир“ не се осъществява и след пускането на спътник се приземяват на пистата в Космическия център „Джон Кенеди“.

### Четвърти полет
През август 1996 г. е назначен за дубльор на Елена Кондакова за мисия STS-84. Назначен е в основния екипаж на мисия STS-86 на совалката „Атлантис“, като този път се скачването със станцията „Мир“ е успешно.
| Космически полети на Владимир Титов                                | Космически полети на Владимир Титов | Космически полети на Владимир Титов | Космически полети на Владимир Титов | Космически полети на Владимир Титов  |
| №                                                                  | Дата                                | КК                                  | Функции                             | Продължителност                      |
| ------------------------------------------------------------------ | ----------------------------------- | ----------------------------------- | ----------------------------------- | ------------------------------------ |
| 1                                                                  | 20 април 1983                       | „Союз Т-8“                          | Командир                            | 2 денонощия 0 часа 17 мин 48 сек.    |
|                                                                    | 26 септември 1983                   | „Союз Т-10-1“                       | Командир                            | 0 денонощия 0 часа 5 мин 13 сек.     |
| 2                                                                  | 21 декември 1987                    | „Союз ТМ-4“                         | Командир                            | 365 денонощия 22 часа 38 мин 57 сек. |
| 3                                                                  | 3 февруари 1995                     | „Дискавъри“, мисия STS-63           | Специалист на мисията               | 8 денонощия 6 часа 29 мин 36 сек.    |
| 4                                                                  | 26 септември 1997                   | „Атлантис“, мисия STS-86            | Специалист на мисията               | 10 денонощия 19 часа 22 мин 12 сек.  |
| Сумарно време в космоса – 387 денонощия 0 часа 53 минути и 46 сек. |                                     |                                     |                                     |                                      |

Има 4 излизания в открития космос – 3 по време на полета в състава на третия основен екипаж на станцията „Мир“ и едно по време на мисия STS-86 с обща продължителност 18 часа и 48 минути.

## След полета
Считано от 21 септември 1998 г. Титов е освободен от въоръжените сили на Руската федерация и от отряда на космонавтите. От юни 1999 г. е начело на управлението на представителството на „Боинг“ за Русия и ОНД

## Награди
- Медал „Златна звезда“ за Герой на Съветския съюз (21 декември 1988)
- Два ордена Ленин (1983, 21 декември 1988)
- Орден „Червена звезда“ (1988)
- 8 медалей
- Орден Георги Димитров (НРБ, 1988)
- Орден „Стара Планина“ – I степен (България, 2003)
- Орден „Слънце на свободата“ (Афганистан, 1988)
- Кавалер на Ордена на Почетния легион (Франция, 1988)
- Два медала на НАСА „За космически полет“ (NASA Space Flight Medal)
- Заслужил майстор на спорта на СССР (1989)